# Пример Адамара
Пример Адамара иллюстрирует возможность некорректной постановки классической задачи Коши.
Рассмотрим следующую задачу Коши для уравнения Лапласа:

{\displaystyle u_{tt}(x,t)=-u_{xx}(x,t),~t>0};
{\displaystyle u\mid _{t=0}=0,~~u_{t}\mid _{t=0}={\frac {1}{k}}\sin {kx}}.
Тогда несложно показать, что решением такого уравнения будет функция:

{\displaystyle u_{k}(x,t)={\frac {\operatorname {sh} \,kt}{k^{2}}}\sin {kx}}.
При {\displaystyle k\rightarrow +\infty } видно, что {\displaystyle {\frac {1}{k}}\sin {kx}\rightrightarrows 0} по {\displaystyle x}; следовательно, решение должно также приближаться к нулю. Однако же, в общем случае, когда {\displaystyle x\neq \pi n,n=0,\pm 1,\dots ,u_{k}(x,t)\not \to 0,~k\rightarrow \infty }. То есть, непрерывной зависимости от начальных данных нет и, следовательно, задача поставлена некорректно.